# Liste von Brückenbauten mit Beteiligung von J. A. L. Waddell

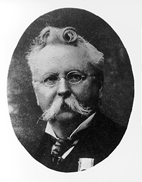
J. A. L. Waddell

Die Liste von Brückenbauten mit Beteiligung von J. A. L. Waddell führt chronologisch die Brückenbauprojekte auf, an denen John Alexander Low Waddell (1854–1938) in seiner circa 50-jährigen Karriere maßgeblich beteiligt war.
Waddell spezialisierte sich anfangs auf Stahl-Fachwerkbrücken, in die er, wenn für den Schiffsverkehr notwendig, eine Drehbrücke integrierte. In den 1890er Jahren entwickelte er eine Bauform von Hubbrücken, bei welcher der bewegliche Brückenträger mittels Gegengewichten horizontal soweit gehoben werden konnte, dass auch die Passage von großen Segelschiffen mit ihren hohen Masten möglich war. Charakteristisches Merkmal des bis heute verwendeten Designs sind seitliche Fachwerktürme mit oben angebrachten Umlenkrollen, über die ein Seilzugsystem die gegenläufige Bewegung von Brückenträger und Gewichten ermöglicht. Seine erste Hubbrücke realisierte er 1894 mit der South Halsted Street Lift-Bridge in Chicago, aber erst ab 1910 konnte sich diese Bauform zunehmend durchsetzen. Durch die stetige Weiterentwicklung des Designs und die Patentierung seiner Erfindungen wurde er nicht nur der führende Experte auf dem Gebiet, sondern konnte mit der stärker werdenden Nachfrage nach Hubbrücken – Drehbrücken stellten mit ihren meist zentralen Pfeilern eine Einschränkung für den Schiffsverkehr dar – mit seinen Ingenieurbüros auch eine gewisse Monopolstellung im Brückenbau erlangen. Waddell entwarf mit seinen Partnern über 70 Hubbrücken in den USA und Kanada. Die letzte und größte, an der er beteiligt war, wurde 1937 in New York City mit der Marine Parkway–Gil Hodges Memorial Bridge realisiert, mit einem beweglichen Brückenträger von 165 Metern. Die längste Hubbrücke der Welt ist nur fünf Meter länger und wurde Ende der 1950er Jahre mit der Arthur Kill Vertical Lift Bridge zwischen New York und New Jersey errichtet. Neben den vielen Fachwerkbrücken und allen gängigen Arten von beweglichen Brücken entwarf Waddell auch mehrere Bogen- und Hängebrücken, darunter die Anthony Wayne Bridge (1931) in Toledo mit einer Spannweite von 382 Metern.

## Partnerschaften

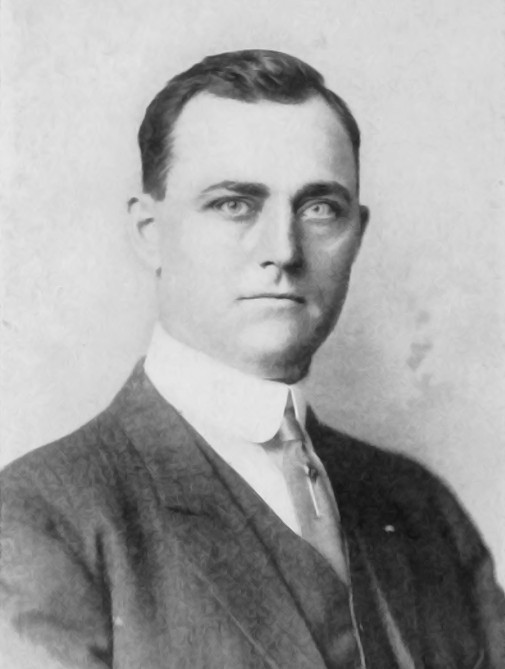
Ira G. Hedrick

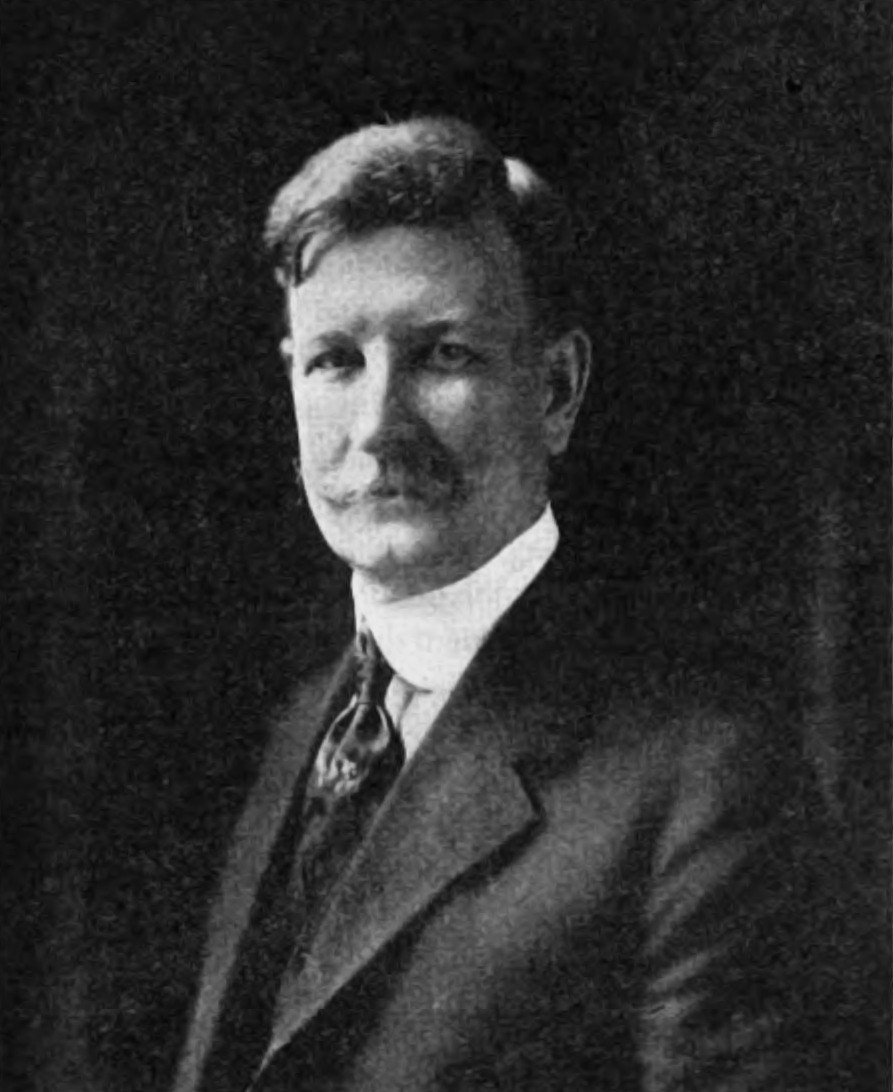
John L. Harrington

Nach seinem Studium am Rensselaer Polytechnic Institute unter William Hubert Burr und einem längeren Aufenthalt in Japan gründete der gebürtige Kanadier 1887 sein erstes Ingenieurbüro in Kansas City. Bis auf seine erste Hubbrücke 1894 entwarf er hauptsächlich Fachwerkbrücken mit Drehbrücken in den USA, die damals zu den längsten mit einem beweglichen Brückenträger zählten. Von 1899 bis 1907 ging er eine Partnerschaft mit Ira Grant Hedrick (1868–1937) und in der Folgezeit mit John Lyle Harrington (1868–1942) ein. Die Zusammenarbeit als Waddell & Harrington währte zwar nur etwa acht Jahre, zählt aber zu den produktivsten Phasen seiner Karriere. Bis 1915 realisierten sie über 30 Hubbrücken in den USA und Kanada und entwickelten die Bauform stetig weiter, die Harrington als Mitpatentinhaber auch in seiner Nachfolgefirma Harrington, Howard & Ash vielfach verwendete. Von 1916 bis 1920 betrieb Waddell mit seinem Sohn ein Ingenieurbüro in Kansas City und ging dann nach New York City, wo er bis 1926 wieder alleine tätig war. Mit Shortridge Hardesty (1884–1956) gründete er dann 1927 Waddell & Hardesty, das nach Waddells Tod 1938 noch bis 1945 unter diesem Namen firmierte und seither als Hardesty & Hanover mit Hauptsitz in New York City fortbesteht.
| Zeitraum  | Firma                                             | Partner                             | Nachfolgefirma der Partner |
| --------- | ------------------------------------------------- | ----------------------------------- | -------------------------- |
| 1887–1899 | J. A. L. Waddell, Consulting Engineer (1854–1938) | —                                   | —                          |
| 1899–1907 | Waddell & Hedrick, Consulting Engineers           | Ira Grant Hedrick (1868–1937)       | Hedrick & Cochrane 1       |
| 1907–1915 | Waddell & Harrington, Consulting Engineers        | John Lyle Harrington (1868–1942)    | Harrington, Howard & Ash 2 |
| 1916–1920 | Waddell & Son, Consulting Engineers               | Needham Everett Waddell (1884–1927) | —                          |
| 1921–1926 | J. A. L. Waddell, Consulting Engineer (1854–1938) | —                                   | —                          |
| 1927–1945 | Waddell & Hardesty, Consulting Engineers          | Shortridge Hardesty (1884–1956)     | Hardesty & Hanover 3       |

## Chronologie der Brückenbauten
Die Liste erhebt nicht den Anspruch auf Vollständigkeit und beruht hauptsächlich auf der Veröffentlichung von William E. Nyman (2002) über den Beitrag von Waddell zur Entwicklung von Hubbrücken. Als Mitarbeiter von Hardesty & Hanover hatte Nyman nach eigenen Angaben Zugang zu umfangreichen Firmenunterlagen aus der Zeit von Waddells Wirkperiode, gibt aber zu bedenken, dass aufgrund der Vielzahl der Brückenbauten, die zudem meist vor über hundert Jahren errichtet wurden und von denen nicht alle Unterlagen die Zeit überdauert haben, keine lückenlose Chronologie möglich ist. Zudem beschränkt sich Nyman ausschließlich auf Brückenbauten mit Hubbrücken. Eine ähnliche Dokumentation gibt es von Justin M. Spivey und Haven Hawley (2001), die im Rahmen des HAER IL-156 zu den Pittsburgh, Fort Wayne & Chicago Railway Bridges eine Auflistung aus der Zeit von Waddell & Harrington geben. Beide Arbeiten beziehen sich auch auf Waddells eigene Veröffentlichungen, speziell auf sein zweibändiges Werk Bridge Engineering aus dem Jahre 1916, wo er ohne genaue zeitliche Angaben einen Abriss über sein Schaffen gibt. Bauprojekte aus der Zusammenarbeit als Waddell & Hedrick sind größtenteils biographischen Abhandlungen über Ira G. Hedrick entnommen. Aufnahme fanden nur Brücken, die zusätzlich zu den oben angeführten Listungen auch durch weitere bzw. eigenständige Veröffentlichungen, HAER-Dokumentationen oder vertrauenswürdige Internetquellen referenzierbar sind. Wenn Waddell oder sein Ingenieurbüro nur Pläne anderer Ingenieure begutachteten oder nur beratend beim Bauprojekt tätig waren (bei Nyman als subconsultant ausgewiesen), wurden diese Brücken nicht in diese Liste aufgenommen.
- Name: Name der Brücke entsprechend dem Lemma in der deutschsprachigen Wikipedia.
- Fertigstellung: Jahr der Fertigstellung der Brücke. Planungs- und Baubeginn sowie Engagement von Waddell können mehrere Jahre davor liegen, Angaben sind den Hauptartikeln oder Einzelnachweisen zu entnehmen. Bei Vorgängerbauten ist in Klammern das Jahr der ursprünglichen Errichtung oberhalb, sowie bei Neubauten oder der Stilllegung bzw. dem Abriss der Brücke ist in Klammern das entsprechende Jahr unterhalb angegeben.
- überbrückt: Name des Flusses oder Tals bzw. Canyons, den die Brücke überspannt. Wenn das Tal keinen Namen hat, ist dies durch N/A (nicht verfügbar, von engl. not available) markiert.
- Lage: Stadt oder County, in dem die Brücke liegt oder die sie verbindet.
- Brückentyp: Konstruktionsform der Brücke. Einige Brücken sind Kombinationen mehrerer unterschiedlicher Tragwerke und zusätzlich können bewegliche Brückenabschnitte integriert sein. Balkenbrücken für die Zufahrten werden i. d. R. nicht berücksichtigt.
- Nutzung: Nutzung als Eisenbahnbrücke oder Straßenbrücke (tlw. als Kombination der Verkehrswege).
- beweglicher Teil: Konstruktionsform der integrierten beweglichen Brückenabschnitte, soweit vorhanden.
- Länge bew. Teil: Spannweite des beweglichen Brückenteils.
- Gesamtlänge: Gesamtlänge der Brücke zwischen den Widerlagern, i. d. R. einschließlich der Zufahrten.
- Auftraggeber: Unternehmen oder Behörde, die Waddell bzw. sein Ingenieurbüro engagiert hat.
- Firma/Beitrag von Waddell: Art der Beteiligung von Waddell am Bauprojekt. I. d. R. stammt der Entwurf von Waddells Ingenieurbüro (consulting engineers), der aber meist unter der Leitung des Chefingenieurs (chief engineer) des ausführenden Unternehmens umgesetzt wurde.
- Beteiligte Ingenieure/Firmen: Bekannte beteiligte Ingenieure und Architekten am Bauprojekt sowie das ausführende Unternehmen (soweit bekannt).

Die Angaben zu Brücken, die noch keinen Artikel in der deutschsprachigen Wikipedia haben, sind durch die unter Name angeführten Einzelnachweise referenziert. Sollten einzelne Angaben in der Tabelle nicht über die Hauptartikel referenziert sein, so sind an der entsprechenden Stelle zusätzliche Einzelnachweise angegeben.
| Bild | Name                                                         | Fertigstellung           | überbrückt                                     | Lage                                                   | Brückentyp                          | Nutzung                    | beweglicher Teil                                  | Länge bew. Teil | Gesamtlänge        | Auftraggeber                                                              | Firma/ Beitrag von Waddell                                          | Beteiligte Ingenieure/ Firmen                                                                       |
| ---- | ------------------------------------------------------------ | ------------------------ | ---------------------------------------------- | ------------------------------------------------------ | ----------------------------------- | -------------------------- | ------------------------------------------------- | --------------- | ------------------ | ------------------------------------------------------------------------- | ------------------------------------------------------------------- | --------------------------------------------------------------------------------------------------- |
|      | Red Rock Bridge                                              | 1890 (1976)              | Colorado River                                 | Needles, Arizona                                       | Fachwerk-Gerberträgerbrücke         | Eisenbahn (ab 1947 Straße) | —                                                 | —               | 0302 m             | Atlantic and Pacific Railroad                                             | Entwurf                                                             | Phoenix Bridge Company                                                                              |
|      | Illinois Central Missouri River Bridge                       | 1893 (1903)              | Missouri River                                 | Omaha, Nebraska – Council Bluffs, Iowa                 | Fachwerkbrücke                      | Eisenbahn                  | Drehbrücke                                        | 159 m           | 0488 m             | Omaha Bridge and Terminal Railway Co.                                     | Entwurf und Chefing.                                                | Phoenix Bridge Company                                                                              |
|      | South Halsted Street Lift-Bridge                             | 1894 (1932)              | Chicago River                                  | Chicago, Illinois                                      | Fachwerkbrücke                      | Straße                     | Hubbrücke                                         | 040 m           | ?                  | Commissioner of public works of Chicago (J. Frank Aldrich)                | Entwurf                                                             | W. W. Curtis (Pittsburg Bridge Company)                                                             |
|      | Pacific Shortline Bridge                                     | 1896 (1980)              | Missouri River                                 | Sioux City, Iowa                                       | Fachwerkbrücke                      | Eisenbahn, Straße          | Drehbrücke                                        | 143 m           | 0591 m             | Combination Bridge Company                                                | Entwurf und Chefing.                                                | Phoenix Bridge Company, Sooysmith & Company                                                         |
|      | Jefferson City Bridge                                        | 1896 (1955)              | Missouri River                                 | Jefferson City, Missouri                               | Fachwerkbrücke                      | Straße                     | Drehbrücke                                        | 134 m           | 0532 m             | City of Jefferson                                                         | Entwurf                                                             | A. J. Tullock (Missouri Valley Bridge and Iron Co.)                                                 |
|      | Piney Creek Trestle                                          | 1900                     | Piney Creek                                    | Cumberland County – Roane County, Tennessee            | Trestle-Brücke                      | Eisenbahn                  | —                                                 | —               | 0429 m             | Tennessee Central Railway                                                 | Waddell & Hedrick                                                   | Naugle, Holcomb & Co.                                                                               |
|      | Lexington Avenue Bridge                                      | 1901                     | N/A                                            | Kansas City (Missouri)                                 | Trestle-Brücke                      | Straße                     | —                                                 | —               | 0118 m             | Central Electric Railroad Co.                                             | Waddell & Hedrick                                                   | |
|      | Upper Maumee River Swing Bridge                              | 1902 (2018)              | Maumee River                                   | Saint Charles (Missouri)                               | Fachwerkbrücke                      | Eisenbahn                  | Drehbrücke                                        | 076 m           | 0442 m             | Toledo Terminal Railroad                                                  | Waddell & Hedrick                                                   | American Bridge Company                                                                             |
|      | Illinois Central Missouri River Bridge                       | (1893) 1903              | Missouri River                                 | Omaha, Nebraska – Council Bluffs, Iowa                 | Fachwerkbrücke                      | Eisenbahn                  | Drehbrücke (2. Drehbrücke nach Flusslaufänderung) | 159 m           | 0488 m             | Illinois Central Railroad                                                 | Waddell & Hedrick                                                   | American Bridge Company                                                                             |
|      | New Westminster Railway Bridge                               | 1904                     | Fraser River                                   | New Westminster, British Columbia                      | Fachwerkbrücke                      | Eisenbahn, Straße          | Drehbrücke                                        | 116 m           | 0543 m             | Province of British Columbia, Dept. of Land and Works                     | Waddell & Hedrick                                                   | Armstrong, Morrison & Balfour, Dominion Bridge Company                                              |
|      | Chimney Creek Bridge                                         | 1904 (1961)              | Fraser River                                   | Williams Lake (British Columbia)                       | Hängebrücke                         | Straße                     | —                                                 | —               | 0232 m             | Province of British Columbia, Dept. of Land and Works                     | Waddell & Hedrick                                                   | |
|      | Old St. Charles Bridge                                       | 1904 (1998)              | Missouri River                                 | Saint Charles (Missouri)                               | Fachwerkbrücke                      | Straße                     | —                                                 | —               | 0876 m             | St. Charles and St. Louis County Bridge Company                           | Waddell & Hedrick                                                   | Midland Bridge Company                                                                              |
|      | Intercity Viaduct                                            | 1907                     | Kansas River                                   | Kansas City (Missouri) – Kansas City (Kansas)          | Stahl-Viadukt mit Fachwerkbrücke    | Straße                     | —                                                 | —               | 1151 m             | Kansas City Viaduct & Terminal Railway Co.                                | Waddell & Hedrick                                                   | Ritler-Conley Manufacturing Company                                                                 |
|      | North 23st Street Bridge                                     | 1909                     | Buckley Gulch                                  | Tacoma, Washington                                     | Balkenbrücke (Stahlbeton)           | Straße                     | —                                                 | —               | 095 m              | City of Tacoma                                                            | Waddell & Harrington                                                | Creelman, Putnam & Healy                                                                            |
|      | North 21st Street Bridge                                     | 1910                     | Buckley Gulch                                  | Tacoma, Washington                                     | Balkenbrücke (Stahlbeton)           | Straße                     | —                                                 | —               | 055 m              | City of Tacoma                                                            | Waddell & Harrington                                                | Creelman, Putnam & Healy                                                                            |
|      | Keithsburg Rail Bridge                                       | (1886) 1910 (1981)       | Mississippi River (Hauptarm)                   | Keithsburg, Illinois                                   | Fachwerkbrücke                      | Eisenbahn                  | Hubbrücke                                         | 071 m           | 0702 m             | Iowa Central Railway                                                      | Waddell & Harrington                                                | |
|      | Black Hawk Chute Bridge                                      | (1886) 1910 (1981)       | Mississippi River (Seitenarm Black Hawk Chute) | Keithsburg, Illinois                                   | Balkenbrücke                        | Eisenbahn                  | —                                                 | —               | 0459 m             | Iowa Central Railway                                                      | Waddell & Harrington                                                | McClintic-Marshall Company, Union Bridge & Construction Co.                                         |
|      | Lake Pend Oreille Bridge                                     | 1910 (1934)              | Lake Pend Oreille                              | Sandpoint, Idaho                                       | Fachwerk- und Trestle-Brücke        | Straße                     | Hubbrücke (Fachwerk)                              | 015 m           | 3158 m             | Bonner County                                                             | Waddell & Harrington (Entwurf der Hubbrücke)                        | |
|      | Hawthorne Bridge                                             | (1900) 1910              | Willamette River                               | Portland (Oregon)                                      | Fachwerkbrücke                      | Straße                     | Hubbrücke                                         | 074 m           | 0422 m             | City of Portland                                                          | Waddell & Harrington                                                | Robert Wakefield & Company, United Engineering and Construction Company                             |
|      | Tehama Lift Bridge                                           | 1911 (1977)              | Sacramento River                               | Tehama, Kalifornien                                    | Fachwerkbrücke                      | Straße                     | Hubbrücke                                         | 051 m           | 0321 m             | California Department of Engineering, Division of Highways                | Waddell & Harrington                                                | Pacific Construction Co.                                                                            |
|      | Delcambre Canal Railroad Bridge                              | 1911                     | Delcambre Canal                                | Delcambre (Louisiana)                                  | Balkenbrücke                        | Eisenbahn                  | Hubbrücke                                         | 015 m           | ca. 30 m           | Morgan’s Louisiana and Texas Railroad and Steamship Company               | Waddell & Harrington                                                | American Bridge Company                                                                             |
|      | ASB Bridge                                                   | 1911                     | Missouri River                                 | Kansas City (Missouri)                                 | Fachwerkbrücke                      | Eisenbahn, Straße          | Hubbrücke mit Teleskopeinzügen                    | 130 m           | 0391 m (Eisenbahn) | Union Depot, Bridge and Terminal Railway Company                          | Waddell & Harrington                                                | McClintic-Marshall Company                                                                          |
|      | Lillooet Suspension Bridge                                   | (1889) 1911              | Fraser River                                   | Lillooet (British Columbia)                            | Hängebrücke                         | Straße                     | —                                                 | —               | 0160 m             | Province of British Columbia, Dept. of Land and Works                     | Waddell & Harrington                                                | |
|      | Cambie Street Bridge                                         | (1891) 1911 (1985)       | False Creek                                    | Vancouver, British Columbia                            | Stahl-Viadukt mit Fachwerkbrücke    | Straße                     | Drehbrücke                                        | 080 m           | 1035 m             | City of Vancouver                                                         | Waddell & Harrington                                                | |
|      | Steel Bridge                                                 | (1888) 1912              | Willamette River                               | Portland (Oregon)                                      | Fachwerkbrücke                      | Eisenbahn, Straße          | Hubbrücke                                         | 064 m           | 0244 m (Eisenbahn) | Union Pacific Railroad, Oregon-Washington Railroad and Navigation Company | Waddell & Harrington                                                | American Bridge Company                                                                             |
|      | Troutdale Sandy River Bridge                                 | 1912                     | Sandy River (Columbia River)                   | Troutdale (Oregon)                                     | Fachwerkbrücke                      | Straße                     | —                                                 | —               | 0111 m             | Multnomah County                                                          | Waddell & Harrington                                                | Oregon Bridge & Construction Co., Northwest Steel Company                                           |
|      | Fort Smith–Van Buren Free Bridge                             | 1912 (1969)              | Arkansas River                                 | Van Buren (Arkansas) – Fort Smith (Arkansas)           | Fachwerkbrücke                      | Straße                     | Hubbrücke                                         | 060 m           | 0538 m             | Fort Smith and Van Buren District Commissioners                           | Waddell & Harrington                                                | Kansas City Bridge Company                                                                          |
|      | Old Trail Bridge                                             | 1912                     | Columbia River                                 | Trail (British Columbia)                               | Fachwerkbrücke                      | Straße                     | — (für Hubbrücke konzipiert)                      | — (53 m)        | 0211 m             | Province of British Columbia, Dept. of Public Works                       | Waddell & Harrington                                                | Armstrong, Morrison & Co., Cleveland Bridge & Engineering Co.                                       |
|      | LA Black River Bridge                                        | 1912 (1980er)            | Black River                                    | Jonesville (Louisiana)                                 | Fachwerkbrücke                      | Eisenbahn                  | Hubbrücke                                         | 050 m           | 0256 m             | Louisiana and Arkansas Railway                                            | Waddell & Harrington                                                | Union Bridge & Construction Co.                                                                     |
|      | LA Little River Bridge                                       | 1913 (1980er)            | Little River (Ouachita River)                  | Jonesville (Louisiana)                                 | Fachwerkbrücke                      | Eisenbahn                  | Hubbrücke                                         | 036 m           | 0110 m             | Louisiana and Arkansas Railway                                            | Waddell & Harrington                                                | McClintic-Marshall Company, Union Bridge & Construction Co.                                         |
|      | Murray Morgan Bridge                                         | (1894) 1913              | Thea Foss Waterway                             | Tacoma, Washington                                     | Fachwerkbrücke                      | Straße                     | Hubbrücke                                         | 065 m           | 0533 m             | City of Tacoma                                                            | Waddell & Harrington                                                | American Bridge Company, International Contract Company                                             |
|      | Eleventh Street Bridge                                       | 1913                     | Puyallup Waterway                              | Tacoma, Washington                                     | Fachwerk- und Balkenbrücke          | Straße                     | Hubbrücke (Fachwerk)                              | 049 m           | 0839 m             | City of Tacoma                                                            | Waddell & Harrington                                                | |
|      | Pittsburgh, Fort Wayne & Chicago Railway Bridges             | (1870er) 1913 (1964)     | Calumet River                                  | Chicago, Illinois                                      | Fachwerkbrücke                      | Eisenbahn                  | Hubbrücke                                         | 064 m           | ca. 90 m           | Pittsburgh, Fort Wayne & Chicago Railway                                  | Waddell & Harrington                                                | Kelly-Atkinson Company Pennsylvania Steel Company                                                   |
|      | Missouri Pacific St. Frances River Bridge                    | 1913 (1967)              | Saint Francis River (Mississippi River)        | Lee County (Arkansas)                                  | Fachwerk- und Balkenbrücke          | Eisenbahn                  | Hubbrücke (Fachwerk)                              | 049 m           | 0325 m             | St. Louis, Iron Mountain & Southern Railway                               | Waddell & Harrington                                                | Virqinia Bridge and Iron Co., Kansas City Bridge Company                                            |
|      | Fairview Lift Bridge                                         | 1913                     | Yellowstone River                              | Cartwright (North Dakota)                              | Fachwerkbrücke                      | Eisenbahn                  | Hubbrücke                                         | 083 m           | 0402 m             | Great Northern Railway                                                    | Waddell & Harrington                                                | American Bridge Company, Gerrick & Gerrick                                                          |
|      | Snowden Bridge                                               | 1913                     | Missouri River                                 | Roosevelt County (Montana) – Richland County (Montana) | Fachwerkbrücke                      | Eisenbahn                  | Hubbrücke                                         | 090 m           | 0353 m             | Great Northern Railway                                                    | Waddell & Harrington                                                | American Bridge Company, Union Bridge & Construction Company                                        |
|      | Colorado Street Bridge (Kalifornien)                         | 1913                     | Arroyo Seco (Los Angeles River)                | Pasadena (Kalifornien)                                 | Bogenbrücke (Stahlbeton)            | Straße                     | —                                                 | —               | 0447 m             | City of Pasadena                                                          | Waddell & Harrington                                                | John Drake Mercereau (Mercereau Bridge and Construction Co.)                                        |
|      | Union Street Railroad Bridge                                 | 1913                     | Willamette River                               | Salem (Oregon)                                         | Fachwerkbrücke                      | Eisenbahn                  | Hubbrücke                                         | 041 m           | 0220 m             | Salem, Falls City and Western Railway                                     | Waddell & Harrington                                                | Southern Pacific Railroad                                                                           |
|      | Union Pacific Illinois River Lift Bridge                     | 1913                     | Illinois River (Mississippi River)             | Pekin (Illinois)                                       | Fachwerkbrücke                      | Eisenbahn                  | Hubbrücke                                         | 053 m           | 0892 m             | Chicago and North Western Railway                                         | Waddell & Harrington                                                | Kelly-Atkinson Construction Co. King Bridge Company                                                 |
|      | Caddo Lake Drawbridge                                        | 1914                     | Caddo Lake                                     | Mooringsport, Louisiana                                | Fachwerkbrücke                      | Straße                     | Hubbrücke                                         | 029 m           | 0175 m             | Caddo Parish                                                              | Waddell & Harrington                                                | Midland Bridge Company                                                                              |
|      | CN Cisco Bridge                                              | 1914                     | Fraser River                                   | Lytton (British Columbia)                              | Fachwerk-Bogenbrücke                | Eisenbahn                  | —                                                 | —               | 0247 m             | Canadian Northern Railway                                                 | Waddell & Harrington                                                | Dominion Bridge Company, Armstrong, Morrison & Co.                                                  |
|      | CN Lytton Fraser Bridge                                      | 1914                     | Fraser River                                   | Lytton (British Columbia)                              | Fachwerkbrücke                      | Eisenbahn                  | —                                                 | —               | 0245 m             | Canadian Northern Railway                                                 | Waddell & Harrington                                                | Dominion Bridge Company, Armstrong, Morrison & Co.                                                  |
|      | CN Lytton Thompson Bridge                                    | 1914                     | Thompson River (Fraser River)                  | Lytton (British Columbia)                              | Fachwerkbrücke                      | Eisenbahn                  | —                                                 | —               | 0182 m             | Canadian Northern Railway                                                 | Waddell & Harrington                                                | Dominion Bridge Company, The John Galt Construction Co.                                             |
|      | North Thompson Lift Bridge                                   | 1914                     | North Thompson River                           | Kamloops, British Columbia                             | Balkenbrücke                        | Eisenbahn                  | Hubbrücke                                         | 028 m           | ca. 410 m          | Canadian Northern Railway                                                 | Waddell & Harrington                                                | Dominion Bridge Company                                                                             |
|      | 12th Street Viaduct                                          | 1914                     | N/A                                            | Kansas City (Missouri)                                 | Balkenbrücke / Viadukt (Stahlbeton) | Straße                     | —                                                 | —               | 0626 m             | City of Kansas City, Mo.                                                  | Waddell & Harrington                                                | Graff Construction Company                                                                          |
|      | Canal Street Railroad Bridge                                 | (1883) 1914              | Chicago River                                  | Chicago, Illinois                                      | Fachwerkbrücke                      | Eisenbahn                  | Hubbrücke                                         | 083 m           | 116 m              | Pennsylvania Railroad                                                     | Waddell & Harrington                                                | J. C. Bland (Chefingenieur, PRR)                                                                    |
|      | Lake Shore and Michigan Southern Railway Bridges             | (?) 1915 (1969)          | Calumet River                                  | Chicago, Illinois                                      | Fachwerkbrücke                      | Eisenbahn                  | Hubbrücke                                         | 064 m           | ca. 90 m           | Lake Shore and Michigan Southern Railway                                  | Waddell & Harrington                                                | |
|      | Interstate Bridge                                            | 1917                     | Columbia River                                 | Portland (Oregon) – Vancouver (Washington)             | Fachwerkbrücke                      | Straße                     | Hubbrücke                                         | 084 m           | 1076 m             | Columbia River Interstate Bridge Commission                               | Waddell & Harrington (ab 1916 Harrington, Howard & Ash)             | Porter Brothers of Portland                                                                         |
|      | Gregory Boulevard Bridge                                     | 1917                     | Blue River (Missouri River)                    | Kansas City (Missouri)                                 | Bogenbrücke (Stahlbeton)            | Straße                     | —                                                 | —               | 0213 m             | City of Kansas City, Mo.                                                  | Waddell & Son                                                       | Horton Concrete Construction Co.                                                                    |
|      | Hubbrücke Rostov (Ростовский разводной железнодорожный мост) | 1918 (1943)              | Don (Asowsches Meer)                           | Rostow am Don                                          | Fachwerkbrücke                      | Eisenbahn                  | Hubbrücke                                         | 064 m           | 0294 m             | Nordkaukasische Eisenbahn                                                 | Waddell & Son (Entwurf der Hubbrücke)                               | |
|      | Fourteenth Street Bridge                                     | (1870) 1919              | Ohio River                                     | Louisville (Kentucky)                                  | Fachwerkbrücke                      | Eisenbahn                  | Hubbrücke                                         | 079 m           | 1614 m             | Pennsylvania Railroad                                                     | Waddell & Son (Entwurf der Hubbrücke)                               | J. C. Bland (Chefingenieur, PRR)                                                                    |
|      | Washington Bridge (Connecticut)                              | (1803, 1894) 1921        | Housatonic River                               | Milford (Connecticut) – Stratford (Connecticut)        | Bogenbrücke (Stahlbeton)            | Straße                     | Klappbrücke (Fachwerk)                            | 046 m           | 0262 m             | Connecticut Highway Department                                            | Waddell & Son (Entwurf der Klappbrücke)                             | Bethlehem Steel Company, T. Stuart & Son Company                                                    |
|      | Mystic River Bascule Bridge                                  | (1819–1904) 1922         | Mystic River (Connecticut)                     | Mystic (Connecticut)                                   | Balkenbrücke                        | Straße                     | Klappbrücke                                       | 026 m           | 066 m              | Connecticut Highway Department                                            | Waddell & Son zusammen mit Thomas E. Brown & Son                    | American Bridge Company, J. E. Fitzgerald Company                                                   |
|      | Southard Street Bridge                                       | 1922                     | Raritan and Delaware Canal                     | Trenton (New Jersey)                                   | Balkenbrücke                        | Straße                     | Hubbrücke                                         | 022 m           | 0114 m             | Mercer County                                                             | Waddell & Son                                                       | |
|      | Black Warrior River Bridge                                   | 1922                     | Black Warrior River                            | Tuscaloosa, Alabama                                    | Fachwerkbrücke                      | Straße                     | Hubbrücke                                         | 057 m           | ?                  | Alabama State Highway Department                                          | Entwurf                                                             | |
|      | Allen Street Bridge                                          | 1923                     | Cowlitz River                                  | Kelso (Washington)                                     | Fachwerkbrücke                      | Straße                     | Hubbrücke                                         | 033 m           | 0214 m             | Washington State Highway Department                                       | Entwurf                                                             | Pacific Bridge Company                                                                              |
|      | World War Memorial Bridge                                    | 1923 (2013)              | Piscataqua River                               | Portsmouth (New Hampshire) – Kittery, Maine            | Fachwerkbrücke                      | Straße                     | Hubbrücke                                         | 091 m           | 0366 m             | Joint Bridge Commission of Maine and New Hampshire                        | Entwurf                                                             | American Bridge Company                                                                             |
|      | Lexington Bridge (Missouri River)                            | 1925 (2005)              | Missouri River                                 | Lexington (Missouri)                                   | Fachwerkbrücke                      | Straße                     | —                                                 | —               | 0936 m             | Lexington Chamber of Commerce, Missouri State Highway Department          | Entwurf                                                             | American Bridge Company, Kansas City Bridge Company                                                 |
|      | CNJ Newark Bay Bridge                                        | (1864, 1901) 1926 (1980) | Newark Bay                                     | Elizabeth (New Jersey) – Bayonne (New Jersey)          | Fachwerk- und Balkenbrücke          | Eisenbahn                  | Hubbrücke (Fachwerk)                              | 091 m 064 m     | 2259 m             | Central Railroad of New Jersey                                            | Entwurf                                                             | |
|      | Carlton Bridge                                               | 1927                     | Kennebec River                                 | Bath (Maine) – Woolwich (Maine)                        | Fachwerkbrücke                      | Eisenbahn, Straße          | Hubbrücke                                         | 071 m           | 944 m              | Kennebec Bridge Commission                                                | Entwurf                                                             | McClintic-Marshall Company                                                                          |
|      | Outerbridge Crossing                                         | 1928                     | Arthur Kill                                    | Perth Amboy, New Jersey – Staten Island, New York City | Fachwerk-Gerberträgerbrücke         | Straße                     | —                                                 | —               | 3091 m             | Port Authority of New York and New Jersey                                 | Entwurf                                                             | |
|      | Goethals Bridge                                              | 1928                     | Arthur Kill                                    | Elizabeth (New Jersey) – Staten Island, New York City  | Fachwerk-Gerberträgerbrücke         | Straße                     | —                                                 | —               | 2461 m             | Port Authority of New York and New Jersey                                 | Entwurf                                                             | |
|      | Snohomish River Bridge                                       | 1928                     | Snohomish River                                | Everett (Washington)                                   | Fachwerkbrücke                      | Straße                     | Hubbrücke                                         | 043 m           | 0817 m             | Washington State Highway Department                                       | Waddell & Hardesty (Entwurf der Hubbrücke)                          | Charles E. Andrew (Chefingenieur, Department of Highways)                                           |
|      | Lower Hack Lift Bridge                                       | (?) 1928                 | Hackensack River                               | Jersey City, New Jersey                                | Fachwerk- und Balkenbrücke          | Eisenbahn                  | Hubbrücke (Fachwerk)                              | 060 m           | 0451 m             | Delaware, Lackawanna and Western Railroad                                 | Waddell & Hardesty                                                  | G. J. Ray (Chefingenieur, DL&W)                                                                     |
|      | San Francisco Bay Toll-Bridge                                | 1929 (1968)              | Bucht von San Francisco                        | San Mateo (Kalifornien) – Hayward (Kalifornien)        | Fachwerk- und Trestle-Brücke        | Straße                     | Hubbrücke (Fachwerk)                              | 091 m           | ca. 11.300 m       | San Francisco Bay Toll-Bridge Company                                     | Waddell & Hardesty                                                  | Murphy-Pacific Corp., Raymond Concrete Pile Co.                                                     |
|      | Cairo Mississippi River Bridge                               | 1929                     | Mississippi River                              | Cairo (Illinois)                                       | Fachwerk-Gerberträgerbrücke         | Straße                     | —                                                 | —               | 1577 m             | Cairo Bridge and Terminal Company                                         | Waddell & Hardesty                                                  | American Bridge Company, Missouri Valley Bridge and Iron Co.                                        |
|      | Benicia–Martinez Bridge                                      | 1930                     | Carquinez-Straße                               | Benicia (Kalifornien) – Martinez (Kalifornien)         | Fachwerkbrücke                      | Eisenbahn                  | Hubbrücke                                         | 100 m           | 1708 m             | Southern Pacific Railroad                                                 | Waddell & Hardesty (Entwurf der Hubbrücke)                          | American Bridge Company                                                                             |
|      | Upper Bay Bridge                                             | (1913) 1930              | Newark Bay                                     | Newark (New Jersey) – Bayonne (New Jersey)             | Fachwerk- und Balkenbrücke          | Eisenbahn                  | Hubbrücke (Fachwerk)                              | 099 m           | 0928 m             | Pennsylvania Railroad                                                     | Waddell & Hardesty                                                  | |
|      | PATH Lift Bridge                                             | (1894) 1930              | Hackensack River                               | Hudson County, New Jersey                              | Fachwerk- und Balkenbrücke          | Eisenbahn                  | Hubbrücke (Fachwerk)                              | 101 m           | 0899 m             | Pennsylvania Railroad                                                     | Waddell & Hardesty                                                  | Bethlehem Steel Company                                                                             |
|      | Harsimus Branch Lift Bridge                                  | (1894) 1930              | Hackensack River                               | Hudson County, New Jersey                              | Fachwerk- und Balkenbrücke          | Eisenbahn                  | Hubbrücke (Fachwerk)                              | 063 m           | ca. 920 m          | Pennsylvania Railroad                                                     | Waddell & Hardesty                                                  | Phoenix Bridge Company                                                                              |
|      | Anthony Wayne Bridge                                         | 1931                     | Maumee River                                   | Toledo (Ohio)                                          | Hängebrücke                         | Straße                     | —                                                 | —               | 0980 m             | City of Toledo                                                            | Waddell & Hardesty                                                  | McClintic-Marshall Company                                                                          |
|      | Eagle Avenue Bridge                                          | 1931                     | Cuyahoga River                                 | Cleveland, Ohio                                        | Fachwerkbrücke                      | Straße                     | Hubbrücke                                         | 066 m           | 090 m              | ?                                                                         | Waddell & Hardesty                                                  | |
|      | Seventh Street Bridge (Black River)                          | 1932                     | Black River (St. Clair River)                  | Port Huron, Michigan                                   | Balkenbrücke                        | Straße                     | Klappbrücke                                       | 035 m           | 035 m              | City of Port Huron                                                        | Entwurf zusammen mit Earle R. Whitmore (City Engineer)              | Wisconsin Bridge and Iron Company                                                                   |
|      | Menands Bridge                                               | 1933                     | Hudson River                                   | Colonie (New York) – Troy (New York)                   | Fachwerkbrücke                      | Straße                     | Hubbrücke                                         | 104 m           | 0461 m             | ?                                                                         | Waddell & Hardesty (Entwurf der Hubbrücke)                          | |
|      | Dunn Memorial Bridge                                         | (1882) 1933 (1969)       | Hudson River                                   | Albany (New York) – Rensselaer (New York)              | Fachwerkbrücke                      | Straße                     | Hubbrücke                                         | 104 m           | ?                  | ?                                                                         | Waddell & Hardesty (Entwurf der Hubbrücke)                          | |
|      | Winant Avenue Bridge                                         | 1934                     | Hackensack River                               | Bergen County, New Jersey                              | Balkenbrücke                        | Straße                     | Klappbrücke                                       | 056 m           | 0472 m             | New Jersey State Highway Department                                       | Waddell & Hardesty                                                  | Rodgers and Haggarty                                                                                |
|      | Naheola Bridge                                               | 1935                     | Tombigbee River                                | Choctaw County (Alabama) – Marengo County (Alabama)    | Fachwerkbrücke                      | Eisenbahn                  | Hubbrücke                                         | 049 m           | ca. 900 m          | Meridian and Bigbee Railroad                                              | Waddell & Hardesty                                                  | |
|      | Dock Bridge                                                  | 1935 1937                | Passaic River                                  | Newark – Harrison, New Jersey                          | Fachwerkbrücke                      | Eisenbahn                  | Hubbrücke                                         | 070 m           | 0158 m             | Pennsylvania Railroad                                                     | Waddell & Hardesty                                                  | T. W. Pinard (Chefingenieur, PRR)                                                                   |
|      | Marine Parkway–Gil Hodges Memorial Bridge                    | 1937                     | Jamaica Bay                                    | New York City, New York                                | Fachwerkbrücke                      | Straße                     | Hubbrücke                                         | 165 m           | 1226 m             | City of New York                                                          | Waddell & Hardesty zusammen mit Robinson & Steinman, Madigan-Hyland | American Bridge Company, Frederic Snare Corporation, Emil Praeger (Chefingenieur, City of New York) |